# 쿠민
쿠민(영어: cumin), 마근(馬芹) 또는 쯔란(중국어: 孜然)은 미나리과에 속하는 초본 식물로, 씨를 향신료로 쓴다.
조선시대 학자 서명응(徐命膺)의 고사신서(攷事新書)에도 다음과 같은 사용법이 나온다: 마근(馬芹), 후추[胡椒], 회향(茴香), 건강(乾薑), 관계(官桂), 천초(川椒, 초피)등을 각각 같은 양으로 나누어 가루로 만들어 물에 반죽하여 환을 만든다. 쓸 때마다 부수어서 섞어 냄비[鍋]에 넣는다. 여행할 때 더욱 편리하다.

## 향신료
쿠민은 미나리과에 속하는 식물의 씨앗이다. 지중해 동부와 이집트 북부가 원산지로, 지중해, 아프리카 북부, 중동, 인도 등지에서 널리 재배된다. 오랜 역사를 지닌 쿠민은 성경의 구약에도 등장하며 이집트에서는 약 5천년 전부터 알려져 있었다. 로마시대에는 육류에 후추처럼 뿌려 먹었다고 한다. 길이가 5mm 정도 되는 갈색 씨앗으로 캐러웨이 씨앗과 비슷하게 생겼지만 색이 조금 더 흐리다. 아랍요리 특유의 진한 향이 난다. 어떤 사람들은 거부감을 느낄수 있는 향이다. 다른 냄새를 모두 감출 정도로 향이 강하며 톡 쏘는 쓴맛이 난다. 모로코의 특징적인 향신료로서 모로코 거리를 걷다 보면 케밥을 파는 상점이나 음식점에서 쿠민향이 풍겨나온다. 케밥 특유의 냄새가 바로 쿠민의 향이기 때문이다. 이외에도 아프리카 전통음식인 쿠스쿠스, 인도의 카레나 탄도리 치킨, 텍스-멕스 음식인 칠리 콘 카르네 등등 북부 아프리카, 중동, 인도, 중남미 그리고 그리스식 요리에 사용되고 있다. 중국에서는 양꼬치에 묻혀서 먹는다. 네덜란드의 에담이나 독일 뮌스터 치즈의 향을 내는데 사용하기도 하며, 스페인과 포르투갈에서는 소시지에 향을 내는 데에도 쓰인다. 분말로 되어 되는 것은 향을 금세 잃기 때문에 씨앗을 구입하는 것이 좋다. 향이 매우 강하므로 소량만 사용하며 사용하기 전에 살짝 볶아낸 후 빻아서 쓴다.

## 쓰임새
중동 지역에서 자라는 한해살이풀의 씨로 모양이나 크기는 캐러웨이와 비슷하지만 커민 쪽이 더 길고 가늘며 진한 향이 난다. 특유의 진한 향은 다른 냄새를 모두 감출 정도로 강하며 톡 쏘는 쓴맛이 난다.

## 사진

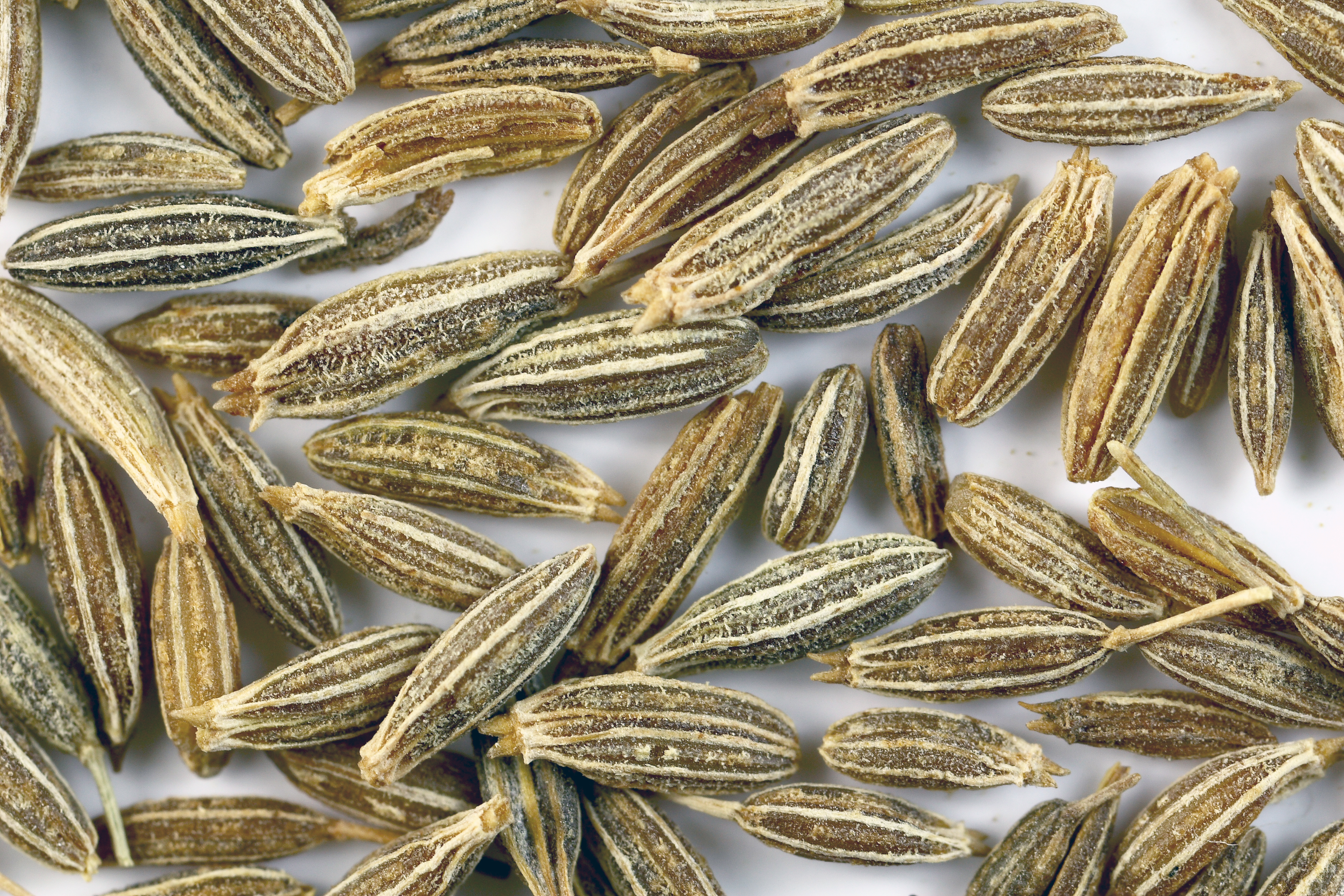
쿠민 씨앗, 대략 5mm
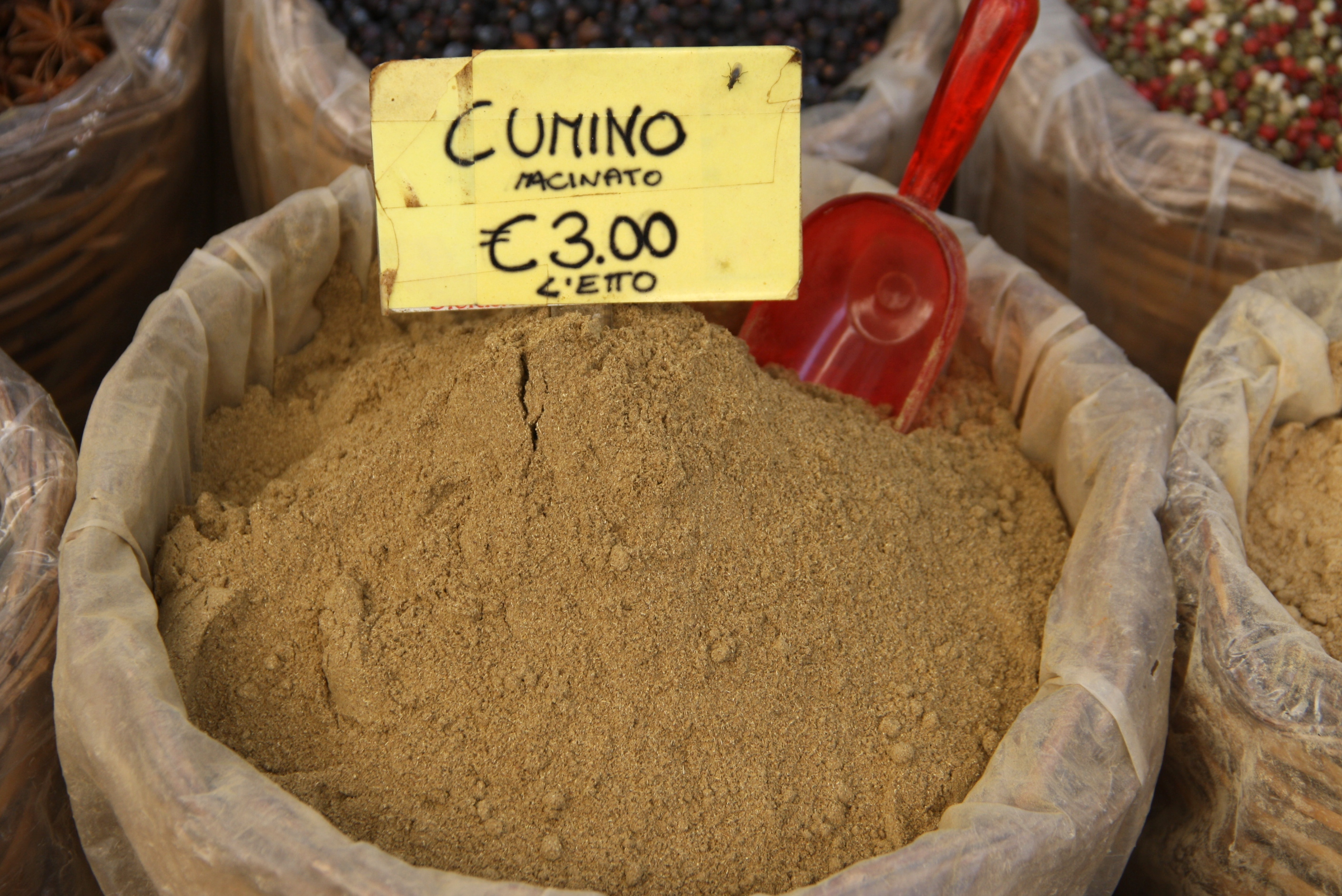
이탈리아 시라쿠사의 시장에서 가루 쿠민

## 같이 보기
- 흑쿠민